# 聖鬥士星矢 黃金魂 -soul of gold-
「聖鬥士星矢 黃金魂 -soul of gold-」是「聖鬥士星矢」系列的ONA動畫，為原作動畫的外傳作品。從2015年4月11日開始以兩星期更新一話的形式，逢星期六在網絡上放送。

## 概要
本作於2014年10月31日～11月2日在日本舉行的「TAMASHII NATIONS」模型展中首次公開制作消息並預定於2015年春放映，共13集，同时披露劇情是關於20世紀雅典娜與之戰，十二名黃金聖鬥士破壞嘆息之牆後殞命的故事，時間設定上是與五小強穿過嘆息之牆去極樂世界同步進行。地點則在北歐。且本作為原創故事，而非原作漫畫及其他相關續集的動畫化。
本作沿用冥王篇中黄金聖鬥士的聲優，2015年3月於BANDAI CHANNEL發佈本作將在2015年4月11日向全世界发行，並於3月21日～22日在台場舉行第一集試映會「stage of gold」。
官網中表明本作是「聖鬥士星矢30周年紀念作品」，並預定於222個國家及地區发行，24個國家及地區播映。

## 故事簡介
本作與原作「冥王篇」發生於同一時軸，也是北歐篇的續作，在與哈帝斯的一戰中，為破壞隔絕冥界與極樂凈土的嘆息之牆而本應喪命的12名黃金聖鬥士，出現在TV版「北歐篇」的舞台，展開新的激鬥。

## 登場人物

### 主要人物
獅子座 艾奧里亞（聲：（日）田中秀幸、進藤尚美（少年）；（台）吳東原、邱佩轝（少年）；（港）李凱傑）
『聖鬥士的楷模，沉睡的黃金獅子』
獅子座的黃金聖鬥士，生於希臘
有着勇往直前的性格，不喜謀略。
光速拳技:「閃電光速拳（Lightning Bolt）」&「等離子光速拳（Lightning Plasma）」
射手座的親弟弟，雖自小活在「逆賊之弟」的污名下，但為保護雅典娜這一偉大的使命而勇敢地生存下去。
在嘆息之牆前終於和復活的兄長見面。
和莉菲雅有淡淡的情愫。
與洛基對戰中童虎,撒卡,穆打出三人合體技雅典娜之驚嘆(Athena Exclamation)後力竭被世界樹吞噬時,被莉菲亞救起但聖衣被洛基奪走
後被奧丁認同賜予神鬥士身分,並拔出奧丁神劍穿上黃金化的奧丁鬥衣
射手座 艾奥羅斯（聲：（日）屋良有作；（台）鄒韋；（港）劉奕希）
『元祖·聖鬥士的楷模』
射手座的黃金聖鬥士。生於希臘。
獅子座的兄長。被冠以暗殺雅典娜的「逆賊」污名而死，但實際上卻是為了保護雅典娜的性命，不惜被世人蔑視甚至犧牲性命的正義聖鬥士，堪稱聖鬥士的榜樣。心、技、體均非常優秀，曾被選為下任教皇的候選人。
拳技:「原子雷電光速拳（Atomic Thunder Bolt）」
在嘆息之牆前終於和弟弟見面。
在最後的洛基之戰中與當年將自己冠上逆賊罪名而害死的前教皇雙子座撒卡和解。
最先復活的聖鬥士,但也最先對上安德烈亞斯,爾後被擊敗,聖衣被奪走,但後期出現解釋被村民救起
帶著希魯達給的封印洛基之神戒-德羅普尼爾(Draupnir)給艾奧里亞
白羊座 穆（聲：（日）山崎巧；（台）吳愷笛；（港）蘇強文）
『深諳聖衣之神髓的男人』
牡羊座的黃金聖鬥士。生於西藏。
擁有優雅氣質的沉靜性格，聖衣修復技術的唯一傳承者。對師父·牡羊座希歐的好友童虎尊敬有加，並稱其為「老師」。
擅長以念動力（Psychokinesis）、瞬間移動（Teleportation）及防禦技「水晶牆（Crystal Wall）」等超能力為主的鬥法。最强绝技为星光灭绝（Starlight Extinction）与星屑旋转（Stardust Revolution）。
在智慧之間與法夫納對戰,後由迪斯瑪克斯接手
與洛基對戰中跟撒卡,童虎打出三人合體技雅典娜之驚嘆(Athena Exclamation)後力竭被世界樹吞噬
第十位犧牲的黃金聖鬥士
天蠍座 米羅（聲：（日）關俊彦；（台）高銘孝；（港）陳廷軒）
『深紅的衝擊』
天蠍座的黃金聖鬥士。生於希臘。
性情率直，富有正義感，有着身為黃金聖鬥士的驕傲。以絕招「猩紅毒針（Scarlet Needle）」突刺對手身上15點，第15針名為「安逹列斯」，令對手在劇痛之下慢慢喪失五感。
和水瓶座卡妙是好友。
利用雅典娜自裁的短劍,提升小宇宙至神聖衣,打碎芬布爾之森後力竭被世界樹吞噬
第二位犧牲的黃金聖鬥士
金牛座 （聲：（日）玄田哲章；（台）鄒韋；（港）陳永信）
『勇猛的黃金野牛』
金牛座的黃金聖鬥士。生於巴西。
以強壯的肉體為傲，令對手的攻擊化為虛有的剛猛勇者。着重拳法鬥技，性格上和艾奧尼亞也有相似之處。素來寡言、通過戰鬥理解對手。絕招是雙手抱胸，以居合劍為要領的「巨型號角（Great Horn）」。
與赫拉克勒斯對戰打碎巨人之間後力竭被世界樹吞噬
第五位犧牲的黃金聖鬥士
水瓶座 卡妙（聲：（日）神奈延年；（台）陳余寬；（港）周倚天）
『水與冰的魔術師』
水瓶座的黃金聖鬥士。生於法國。
冰之間 亞海姆的守護者。
無論何時都將冷酷貫徹到底的男人，但內裡卻隱藏着一顆熾熱的心。追求着「比起躊躇於善與惡之間，更重要的是不屈氣節地戰鬥到底」的鬥士應有姿態。
擅長使用冰之鬥技，被稱為「水與冰的魔術師」。其最強必殺技「曙光女神之寬恕（Aurora Execution）」會放出無限接近於絕對零度的凍氣。
與蘇魯特對戰打碎火焰之間後力竭被吞噬
第四位犧牲的黃金聖鬥士
處女座 沙加（聲：（日）三ツ矢雄二；（台）高銘孝；（港）林筠翔）
『最接近神的男人』
處女座的黃金聖鬥士。生於印度。
黃金聖鬥士中擁有最深思慮的男人，遇事不妄動，常冷靜地看透事物本質。擁有黃金聖鬥士中數一數二的實力。雖非失明，但平時常閉起雙眼，藉此遮蔽視角來提高小宇宙。當他睜開雙眼時，會放出封閉對手五感，甚至連第六感也能剝奪的攻防一體的戰陣「天舞寶輪」。
在光之間與巴德爾戰勝後,消失在崩塌的房間
在與洛基對戰中,為童虎爭取時間而被吞噬
第七位犧牲的黃金聖鬥士
摩羯座 修羅（聲：（日）草尾毅；（台）高銘孝；（港）李錦綸）
『修煉被譽為聖劍的極致體術的男人』
摩羯座的黃金聖鬥士。生於西班牙。
過去曾受教皇（撒卡）的命令追殺艾奧羅斯。
以能夠劈開任何東西的「聖劍（Excalibur）」戰鬥。
在冰之間與卡妙對戰,打碎冰型態雕像後力竭被蘇魯特刺殺後被世界樹吞噬
第三位犧牲的黃金聖鬥士
巨蟹座 迪斯馬斯古（聲：（日）田中亮一；（台）陳余寬；（港）劉昭文）
『以戰鬥和殺戮為樂的男人』（需要註意此介紹與原作不同，在漫畫中他對戰鬥並不熱衷，認為應該規避沒必要的衝突）
巨蟹座的黃金聖鬥士。生於意大利。
操縱能通往冥界的洞穴「積屍氣」。抱有「正義是會隨着時代變遷而變化」的價值觀，支持變為邪惡的教皇（撒卡）。抱持此種行事宗旨的他可能是黃金聖鬥士中最人性化的人物。使用將對手的靈魂打落冥界的絕技「積屍氣冥界波」。
在本作一掃之前各種影薄和負面形象；原本在仙宮打算捨棄黃金聖鬥士之身分，當個平凡人安逸度日，卻因為暗戀上一名少女而為了拯救她重拾身為黃金聖鬥士的尊嚴。
語氣完全剔除了前作中暴虐而視人命如草芥之形象，甚至還有以錢財救濟窮人之舉，"最弱最滑稽之黃金聖鬥士"在此作儼然獲得重生。
在牡羊座的穆與法夫納對戰中,趕上並以積屍氣冥界波將法夫納打入黃泉比良坡對戰
在升級成神聖衣後,打出新招:積屍氣冥窮波,將法夫納鎖在生死狹間,後力竭被世界樹吞噬
第六位犧牲的黃金聖鬥士
雙魚座 阿夫羅迪（聲：（日）難波圭一；（台）吳東原；（港）陳耀楠）
『以閃耀於天地之間而自豪的美之戰士』
雙魚座的黃金聖鬥士。生於瑞典。
擁有88星座中最美麗的容貌，以「力量就是正義」為信念的黃金聖鬥士。通過小宇宙造出並操縱玫瑰來戰鬥。絕招「皇家惡魔玫瑰（Royal Demon Rose）」是以帶毒的紅玫瑰攻擊對手的招數，更有能够粉碎敌人的恶魔黑玫瑰（Piranha Demon Rose）和最强的吸血白玫瑰（Bloody Rose）绝技。雖以「力量就是正義」為信念但卻是比任何人都更希望大地和平的聖鬥士。
在本作中一樣是和身為「海鮮二人組」而淪為笑柄的迪斯馬斯克徹底洗白，在最初與最後皆有重要活躍。
為救少女而與安德烈亞斯對戰,但被其控制世界樹根刺殺而吞噬
實際上以對植物特性熟悉(每一代的雙魚座黃金聖鬥士皆有與植物溝通的能力),使被吞噬的同伴們進入假死,於最後一集全員再度登場
第一位犧牲的黃金聖鬥士
天秤座 童虎（聲：（日）堀内賢雄；（台）張騰；（港）招世亮）
『善惡之秤，眾人的老師』
天秤座的黃金聖鬥士。生於中國。
在228年前上一次聖戰中倖存者的2人之一，被大家尊稱為「老師」，備受聖鬥士尊崇。童虎自身的拳技也非常強大，絕招為「廬山百龍霸」的强度是天龙星座最大奥义「廬山升龍霸」的一百倍。
本應赤手空拳戰鬥的聖鬥士，只有在雅典娜的允許下才能夠使用武器戰鬥。而只有天秤座聖衣有裝備武器，這些武器有着一擊粉碎星星的威力。
在死者之間與烏德嘎爾扎對戰,並發現莉菲亞在其中有異狀
與洛基對戰中跟撒卡,穆打出三人合體技雅典娜之驚嘆(Athena Exclamation)後力竭被世界樹吞噬
第八位犧牲的黃金聖鬥士
雙子座 （聲：（日）置鮎龍太郎；（台）張騰；（港）潘文柏）
『神的化身/最強的聖鬥士』
雙子座的黃金聖鬥士。生於希臘。
擁有善與惡兩個極端內心，一直與自己內心中的邪惡戰鬥。當內心被邪惡所蒙蔽的時候，曾一度想要殺害女神雅典娜，但被射手座艾奧羅斯阻止。擁有黃金聖鬥士中最強實力，幻朧魔皇拳可以操纵對手大脑，而投擲出強大小宇宙的絕技「銀河星爆（Galaxian Explosion）」擁有能媲美毀滅銀河的威力。
其實力連各神鬥士也尊畏不已；重拾新生之撒卡宿有其弟卡諾之魂，共同為守護雅典娜而戰。單以影響力來說堪比十二星座聖鬥士之第一，無論是其壓倒性的實力或是對雅典娜的忠誠。
在最終決戰中向射手座艾奧羅斯致上生前無法親口說出之歉意，表示自己在冥界篇的重大犧牲和艾奧羅斯所流之血比起來根本不值一提，而獲對方之諒解。
與洛基對戰中跟童虎,穆打出三人合體技雅典娜之驚嘆(Athena Exclamation)後力竭被世界樹吞噬
第九位犧牲的黃金聖鬥士

### 
莉菲雅（聲：（日）久川绫；（台）李昀晴；（港）凌晞）
的侍女，與夫羅迪為舊相識，眞正身份為下任奥丁的代言人。
被安德烈亞斯操控復活黃道十二宮黃金聖鬥士
（聲：（日）關智一；（台）陳余寬；（港）關令翹）
亞斯格特的醫師，為邪神洛基肉身。
操控莉菲亞復活黃道十二宮黃金聖鬥士,企圖以12件聖衣集齊發生類似太陽之力作為養分,以得世界樹中的「那個果實」
童虎,撒卡,穆打出合體技雅典娜之驚嘆(Athena Exclamation)後肉體滅亡
（聲：（日）堀江美都子；（台）邱佩轝；（港）林元春）
原奥丁的代言人，被安德烈亞斯軟禁。

#### 神鬥士
（聲：（日）岡本寬志；（台）張騰；（港）張方正）
勇者之間 華納海姆的守護者。
手持勝利之劍(Sieg Schwert)
擁有自古就侍奉奥丁的傲人家世，比任何人都更以身為神鬥士為榮。
與莉菲亞為青梅竹馬
招式為:野豬突襲(Wildschwein)、野豬光束拳(Wildschwein Stral)
烏德嘎爾札暗殺利菲亞後,憤怒的擋在其面前,讓艾奧里亞去對決安德烈亞斯
最後打出野豬光束拳貫穿烏德嘎爾札,一併打碎勇者之間雕像
後拿著藏著奧丁鬥衣(Odin Rode)的首飾到奧丁神像前復活莉菲亞
存活下來2人之一
（聲：（日）伊藤健太郎；（港）麥皓豐）
智慧之間 瓦特海姆的守護者。
為了研究甚至不惜用人體做實驗，是神鬥士中最殘忍卑鄙的男子。
招式為:龍人魔彈(Dragonewt Bullet)
磨齒山羊 （聲：（日）上田祐司；（台）吳東原；（港）盧國權）
巨人之間 約頓海姆的守護者。
是七位神鬥士中最力大無窮的一位。
在鬥技場為了逼阿爾迪巴朗拿出實力,故意攻擊觀眾
牡鹿 蘇魯特（聲：（日）千葉一伸；（台）張騰；（港）胡家豪）
冰與炎之間 穆斯貝爾海姆的守護者。
不管什麼戰鬥都以效率為重的策士。
與卡妙是童年好友,妹妹死在卡妙造成的雪崩中,因此卡妙加入其麾下
格拉尼 西格蒙德（聲：（日）奈良徹；（台）鄒韋；（港）李鎮然）
霧之間 尼福爾海姆的守護者。
齊格菲兄長(北歐篇出現)，是位直來直往的鬥士，不喜歡在戰鬥時用小伎倆。
與雙子座撒加對戰時聖衣損壞,爾後小宇宙提高其弟之雙頭龍聖衣出現阻止其繼續戰鬥
但隨即被安德烈亞斯剝奪心智變成狂戰士(Berserker),而求撒加了結他,但存活下來2人之一
招式為:北極閃耀(Pall De Bril)
巨人魔鷹 巴德爾（聲：（日）泰勇氣；（台）高銘孝、邱佩轝（幼年）；（港）巫哲棋）
光之間 亞爾夫海姆的守護者。
小時候以為接受奧丁的力量(實際是洛基)，而擁有不死之身的力量。
戰敗後被沙加指出取得力量之時,亦被拿走慈悲心;而被至今所受之傷害開始反噬時,沙加以天舞寶輪剝奪其觸感安樂死去
地獄犬 烏德嘎爾札（聲：（日）野島健兒；（台）高銘孝；（港）鄧港文）
死者之間 海姆冥界的守護者。
手持魔劍狼牙刃-戴因斯萊夫(Dainsleif)
最早發現安德烈亞斯計畫的人,為爭取時間讓奧丁代行者覺醒而自絕生命，以便將奧丁鬥衣藏入體內；以復活的英靈戰士(Einherjar)身分擔任神鬥士
與弗羅迪家族皆為名門,光與影的存在,弗羅迪家族為劍,烏德嘎爾札家族就是盾；但雙方家族互相對立
故意中廬山百龍霸撞上死者之間雕像後離去並在勇者之間刺殺莉菲亞,隨後對上憤怒的弗羅迪
被弗羅迪貫穿身體站著逝去後,被其發現身上帶著奧丁鬥衣並了解一切真相
招式為:幻影之狼(Hallucination Loup)

#### 神
奧丁（聲：（日）久川綾；（台）李昀晴；（港）凌晞）
亞斯格特人信奉的主神。
洛基（聲：（日）關智一；（台）陳余寬；（港）關令翹）
企圖支配仙宮及全宇宙的邪神，武器為永恆之槍(Gungnir)從世界樹果實誕生
封印解除後附身在宮廷醫師安德烈亞斯身上
藉由雅典娜與冥王對戰時,認為可以侵攻地上;操控莉菲亞復活黃道十二宮黃金聖鬥士,企圖以12件聖衣集齊發生類似太陽之力作為養分,以得世界樹中的「那個果實」
肉體滅亡後,以聖衣型態自製肉身
波塞冬（聲：（日）難波圭一；（台）高銘孝；（港）林國雄）
最後一集出現靈魂被黃金聖鬥士的小宇宙短暫喚醒，為了阻止日全蝕所以將黃金聖衣轉移到極樂淨土支援星矢等人。

## 製作人員
- 原作：車田正美
- 企畫：森下孝三、清水慎治、川城和實
- 製作人：梅澤淳稔、寺本知資、仲吉治人、前川伸二
- 系列監督：古田丈司
- 系列構成：竹内利光
- Designworks：追崎史敏
- 主要角色設計：本橋秀之
- 次要角色設計：森本由布希
- 次要角色設計（神鬥士）：西野文那
- 小物設計：
- 美術監督：（Production-ai）
- 色彩設計：舟田圭一（Wish）
- 摄影監督：大泉鉱（T2studio）
- 摄影監督補佐：石黑瑠美（T2studio）
- 編集：西村英一（TAVAC）
- 特殊效果：T2studio
- Line test：超京
- 音樂：佐橋俊彦
- 音樂監督：本田保則
- 音響效果：今野康之
- 錄音：松田悟
- 演技事務：上保裕資
- 音樂製作：TAVAC
- 錄音室：東映Digital Center
- Online編集：東映Digital Lab
- 動畫製作公司：東映動畫，Bridge
- 製作：「聖鬥士星矢 黃金魂 soul of gold」製作委員會

## 主題曲
片頭曲（聖鬥士神話 Soldier Dream）
塡詞：只野菜摘，作曲：松澤浩明，編曲：清水武仁 & ats-，主唱：ROOT FIVE
第1話作片尾曲使用。
片尾曲（向着約定的明日）
塡詞：Mio Aoyama，作曲：，主唱：ROOT FIVE
第1話未使用。

## 各話列表
整個劇本由竹内利光執筆。
| 話數 | 日文標題 | 中文標題                       | 香港標題                                | 分鏡              | 演出              | 作畫監督                                               | 總作畫監督          |
| ---- | -------- | ------------------------------ | --------------------------------------- | ----------------- | ----------------- | ------------------------------------------------------ | ------------------- |
| 1    |          | 復活吧！黃金傳說               | 復活吧！黃金傳說                        | 古田丈司          | 古田丈司          | 阿倍弘樹、津幡佳明                                     | 柳澤正秀            |
| 2    |          |                                | 揭開世界樹的秘密                        | 古田丈司          | 佐佐木勅嘉        | 武藤和治、青木真理子 竹内昭、高乘陽子                  | 津幡佳明 神志那弘志 |
| 3    |          |                                | 衝突！黃金聖鬥士對黃金聖鬥士            | 古田丈司          | 高田雅博          | 工原茂樹、高乘陽子 櫻井木之實                          | 柳澤正秀            |
| 4    |          | 七名神鬥士聚集                 | 集結！七位神鬥士                        | 竹内浩志          | 竹内浩志          | 竹内浩志、柳瀨讓二 齋藤雅和                            | 津幡佳明            |
| 5    |          | 終極！神聖衣之力               | 終極！神聖衣的力量                      | 古田丈司          | 山地光一          | 阿倍弘樹、高瀬健一                                     | 柳澤正秀            |
| 6    |          | 闖入世界樹的七個房間           | 闖入世界樹的7個大殿                     | 田邉泰裕          | 高田雅博          | 加野晃、櫻井木之實 高乘陽子、阿倍弘樹                  | 津幡佳明            |
| 7    |          | 衝擊！神聖衣VS神聖衣           | 激烈震動！神聖衣對神聖衣                | 坂井和男          | 伊藤史夫          | 柳瀨讓二、小林一三 松下清志                            | 柳澤正秀            |
| 8    |          | 巴爾德魯！神所選中的男人       | 巴魯多 被神選中的男人                   | 古田丈司          | 鈴木勇士          | 阿倍弘樹、齋藤雅和 相坂直樹、瀨尾康博                  | 津幡佳明            |
| 9    |          | 撒加！火熱的兄弟的羈絆         | 撒卡 熾熱的兄弟情宜                     | 古田丈司          | 高田雅博          | 竹本佳子、木下由衣 柳瀨譲二、八木元喜 高乘陽子、園瀨基 | 柳澤正秀            |
| 10   |          | 決戰！艾奧里亞VS安德烈亞斯     | 決戰 艾奧尼對安德烈亞斯                 | 古田丈司          | 伊藤史夫          | 阿倍弘樹、松下清志 鈴木奈都子                          | 津幡佳明            |
| 11   |          | 復活！亞斯格特的邪神洛基       | 復活！亞斯格特的邪神                    | 追崎史敏          | 追崎史敏          | 追崎史敏 小池智史                                      | 不適用              |
| 12   |          | 誕生！神器永恆之槍             | 誕生！神兵利器永恆之槍                  | 竹内浩志 古田丈司 | 竹内浩志 永岡智佳 | 高瀨健一、森悅史 柳瀨譲二、園瀨基                      | 不適用              |
| 13   |          | 傳達我們的意志！永遠的黃金傳說 | 把我們的意志傳遞出去吧！ 永遠的黃金傳說 | 古田丈司          | 綿田慎也 古田丈司 | 八木元喜、青木真理子 仁志宮真佐、阿倍弘樹              | 柳澤正秀 津幡佳明   |

## 播放單位
| 播放地區 | 播放單位          | 播放日期                 | 播放時間（UTC+9）                             | 所屬聯播網 | 備註                                                                  |
| -------- | ----------------- | ------------------------ | --------------------------------------------- | ---------- | --------------------------------------------------------------------- |
| 東京都   | 東京都會電視台    | 2016年10月3日 - 12月26日 | 週一24:30 - 25:00                             | 独立局     |                                                                       |
| 兵庫縣   | SUN電視台         | 2016年10月3日 - 12月26日 | 週一25:00 - 25:30                             | 独立局     |                                                                       |
| 日本全域 | BS11              | 2016年10月3日 - 12月26日 | 週一26:00 - 26:30                             | BS放送     | 『ANIME+』                                                            |
| 日本全域 | 萬代頻道          | 2015年4月11日 - 9月26日  | 隔週週五24:00更新                             | 網路電視   | 第1集免費、第2集起二週內免費。                                        |
| 日本全域 | YouTube           | 2015年4月11日 - 9月26日  | 隔週週五24:00更新                             | 網路電視   |                                                                       |
| 日本全域 | d Video           | 2015年4月11日 - 9月26日  | 隔週週五24:00更新                             | 網路電視   |                                                                       |
| 日本全域 | 光明電視台        | 2015年4月11日 - 9月26日  | 隔週週五24:00更新                             | 網路電視   |                                                                       |
| 日本全域 | PlayStation Store | 2015年4月11日 - 9月26日  | 隔週週五24:00更新                             | 網路電視   |                                                                       |
| 日本全域 | Actvila           | 2015年4月11日 - 9月26日  | 隔週週五24:00更新                             | 網路電視   |                                                                       |
| 日本全域 | GYAO!             | 2015年4月11日 - 9月26日  | 隔週週五24:00更新                             | 網路電視   | 最新集2週免費。                                                       |
| 日本全域 | niconico生放送    | 2015年4月11日 - 9月26日  | 隔週週五24:00 - 24:30更新                     | 網路電視   |                                                                       |
| 日本全域 | Niconico頻道      | 2015年4月18日 - 9月26日  | 第1集 週五24:00更新 第2集起 隔週週五24:30更新 | 網路電視   | 第1集比其它網站晚1週。 第2集起晚30分。 第1集免費、第2集起二週內免費。 |

| 播放地區      | 播放單位        | 播放日期                 | 當地播放時間                                                             | 所屬聯播網           | 備註                                     |
| ------------- | --------------- | ------------------------ | ------------------------------------------------------------------------ | -------------------- | ---------------------------------------- |
| 臺灣          | YouTube         | 2015年4月10日 - 9月26日  | 隔週週五23:00 更新                                                       | 網路電視             | 日語原音，有繁体字字幕。                 |
| 臺灣          | 台視            | 2016年8月27日－12月3日   | 星期六16:57－17:27 11月19日、11月26日暫停播出                            | 地面電視 中華電信MOD | 國語、日語雙聲道播出。 於MOD為高畫質播出 |
| 中国大陆      | 愛奇藝（iQIYI） | 2015年4月11日 - 9月27日  | 隔週週六9:00 更新                                                        | 網路電視             | 日語免費刊登，有簡体字字幕。             |
| 美国 · 加拿大 | Hulu            | 2015年4月11日 - 9月27日  | 隔週週五24:00更新                                                        | 網路電視             | 日語原音，有英語字幕。                   |
| 歐洲          | Crunchyroll     | 2015年4月11日 - 9月27日  | 隔週週五24:00更新                                                        | 網路電視             | 法語圈諸國除外。 各語言與日同步刊登。    |
| 義大利語圈    | YouTube         | 2015年4月11日 - 9月27日  | 隔週週五24:00更新                                                        | 網路電視             | 日語原音，有義語字幕。                   |
| 香港          | J2              | 2015年9月13日 - 12月13日 | 星期六24:05－24:35 9月26日、10月17日、10月24日 24:15－24:45 11月14日停播 | 免費地面電視         | 粵語、日語雙聲道播出。                   |

## 外部連結
- 聖鬥士星矢 黃金魂 -soul of gold- 公式官方網站 （页面存档备份，存于）

| 香港 J2 星期六 24:05－24:35 · 9月26日、10月17日、10月24日 24:15－24:45 · 11月14日 停播 | 香港 J2 星期六 24:05－24:35 · 9月26日、10月17日、10月24日 24:15－24:45 · 11月14日 停播     | 香港 J2 星期六 24:05－24:35 · 9月26日、10月17日、10月24日 24:15－24:45 · 11月14日 停播 |
| -------------------------------------------------------------------------------------- | ------------------------------------------------------------------------------------------ | -------------------------------------------------------------------------------------- |
|                                                                                        | 聖鬥士星矢 黃金魂 （2015年9月12日－12月12日）                                              |                                                                                        |
| 黑執事 幽鬼城殺人事件                                                                  | 女醫神Doctor X 2 （12月19日 23:00－24:35）天皇的御廚 （12月26日 22:50－24:45）亞爾斯蘭戰記 |                                                                                        |
| 香港 J2 星期一至五 29:30－30:00 · 2月15日、2月16日 停播                                |                                                                                            |                                                                                        |
| 火影忍者疾風傳 重播                                                                    | 聖鬥士星矢 黃金魂 重播 （2018年2月5日－2月23日）                                           | 全職獵人 重播                                                                          |

| 臺灣 台視 星期六 16:57－17:27 · 11月19日、11月26日 臨時暫停播出 | 臺灣 台視 星期六 16:57－17:27 · 11月19日、11月26日 臨時暫停播出 | 臺灣 台視 星期六 16:57－17:27 · 11月19日、11月26日 臨時暫停播出 |
| --------------------------------------------------------------- | --------------------------------------------------------------- | --------------------------------------------------------------- |
|                                                                 | 聖鬥士星矢 黃金魂 （2016年8月27日－12月3日）                    |                                                                 |
| 犀利人妻 重播 （14:30－17:27）                                  | 美少女戰士Crystal                                               |                                                                 |

| 臺灣 FOX Movies 星期一至四 19:00 - 21:00（四集連播） · 9月7日 20:30 - 21:00 | 臺灣 FOX Movies 星期一至四 19:00 - 21:00（四集連播） · 9月7日 20:30 - 21:00 | 臺灣 FOX Movies 星期一至四 19:00 - 21:00（四集連播） · 9月7日 20:30 - 21:00 |
| --------------------------------------------------------------------------- | --------------------------------------------------------------------------- | --------------------------------------------------------------------------- |
|                                                                             | 聖鬥士星矢 黃金魂 （2020年9月1日－9月7日）                                  |                                                                             |
| 火之丸相撲                                                                  | 聖鬥士星矢 聖鬥少女翔                                                       |                                                                             |